# Hamaas Abdul Khaalis
 (novembre 2020).
Si vous disposez d'ouvrages ou d'articles de référence ou si vous connaissez des sites web de qualité traitant du thème abordé ici, merci de compléter l'article en donnant les références utiles à sa vérifiabilité et en les liant à la section « Notes et références ».
Ernest Timothy McGhee, connu sous le nom de Ernest "XX" McGee , également connu sous le nom d'Hamaas Abdul Khaalis, né en 1921 et mort en 2003, a été le leader du « Hanafi Movement », groupe de musulmans afro-américains basé à Washington. Il s'agit d'un mouvement sunnite.
Pour attirer l'attention sur le meurtre de sa famille en 1973, Hamaas Abdul Khaalis organise un siège en 1977 dans lequel deux personnes perdent la vie dans une prise d'otage de 149 personnes. Il est condamné à vie à la prison en étant reconnu coupable de complot en vue de commettre un enlèvement à main armée, meurtre au second degré et 24 chefs de kidnapping avec arme. Il est également à l'origine de la conversion à l'islam de Kareem Abdul-Jabbar.

## Biographie
Hamaas Abdul Khaalis rencontre Tasibur Uddein Rahman et se convertit à l'islam sunnite. Sur les conseils de ce dernier, il s'infiltre dans la Nation of Islam. En 1954, sur la suggestion de Malcolm X, Elijah Muhammad désigne Hamaas Abdul Khaalis comme secrétaire national de la Nation of Islam, poste qu'il occupe jusqu'en 1957. Il dirige parallèlement l'université de l'Islam à Chicago. Il déclare ultérieurement qu'« Elijah Muhammad lui a dit qu'un jour qu'il lui succéderait, que c'était moi, pas Malcolm X ».
En 1958, Khaalis fonde une organisation rivale, le « Hanafi Movement », en quittant la Nation of Islam. En 1968, il est arrêté pour tentative d'extorsion mais est libéré pour maladie mentale.
En 1971, il convertit le basketteur Ferdinand Lewis Alcindor  à l'islam, ce dernier devant alors Kareem Abdul-Jabbar. Ce dernier offre alors un don d'un manoir qui servira de siège à l'organisation de Khaalis à Washington.
En 1972, Khaalis fait circuler un texte dans lequel il accuse Elijah Muhammad d'être un menteur et affirme que celui-ci avait attiré « d'anciens drogués et prostitués à des vies de sacrifice semblables à des moines [...] qui les méneraient en enfer ». Il déclare également s'attribuer le mérite du départ de Malcolm X de la Nation of Islam.
Le 18 janvier 1973, la famille de Khaalis est assassinée à leur domicile par une demi-douzaine d'hommes en représailles des lettres envoyés par Khaaalis contre le fondateur de la Nation of Islam Elijah Muhammad. Le fils de Khaalis, Daud, est tué. Les assassins ont ensuite forcé l'une des épouses de Khaalis, Bibi Khallis, à regarder deux de ses enfants être noyés dans la baignoire puis à voir sa petite-fille de neuf jours d'être noyé dans l'évier. Au total, quatre enfants sont noyés, un enfant est battu par balles tout comme deux adultes. Cinq des hommes accusés de ce meurtres sont des musulmans noirs de la Nation of Islam reconnus coupables.
En représailles, Khaalis mène une attaque en 1977 au siège d'Hanafi dans le but d'attirer l'attention sur les meurtres d'une de ses épouses, deux enfants et son petit-enfant. Ces assassinats, selon lui, sont la conséquence du conflit armé entre les musulmans sunnites et les musulmans de la Nation of Islam, les premiers considérant que les seconds excluent les Blancs de l'islam et qu'ils ont changé la doctrine de l'islam en considérant que Elijah Muhammad comme un messager de Dieu.